# União das Freguesias de Lomar e Arcos
Die União das Freguesias de Lomar e Arcos ist eine portugiesische Gemeinde (Freguesia) im Kreis (Concelho) Braga, Distrikt Braga, im Nordwesten Portugals.

## Geschichte
Die Gemeinde entstand im Zuge der Gebietsreform vom 29. September 2013 durch die Zusammenlegung der ehemaligen Gemeinden Lomar und Arcos.
Lomar wurde Sitz der neuen Verwaltung.

## Demographie

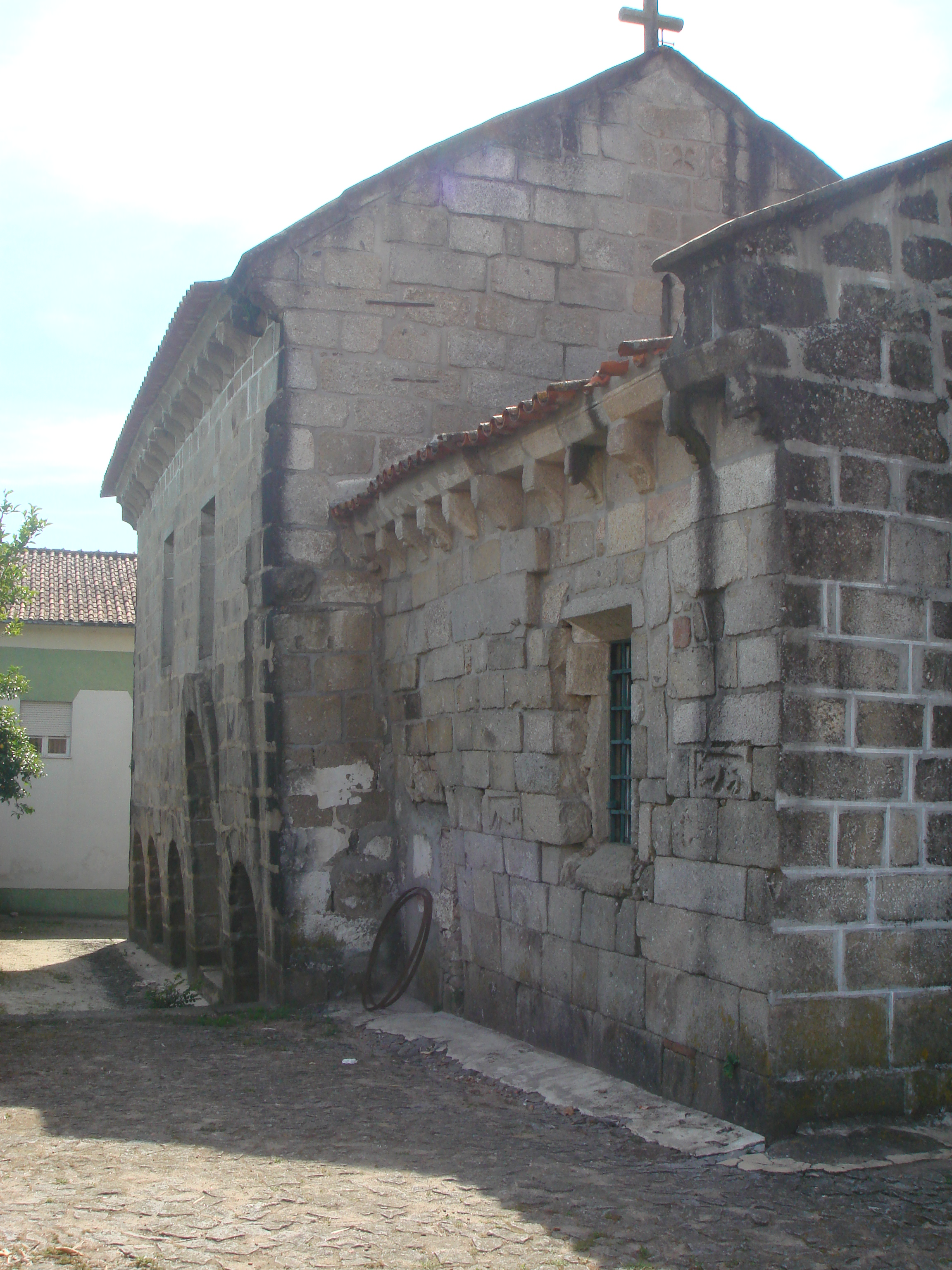
Pfarrkirche von Lomar

| Freguesia | Freguesia     | Freguesia | Freguesia       | ehemalige Freguesias | ehemalige Freguesias | ehemalige Freguesias | ehemalige Freguesias |
| --------- | ------------- | --------- | --------------- | -------------------- | -------------------- | -------------------- | -------------------- |
| Wappen    | Freguesia     | Einwohner | Fläche in (km²) | Wappen               | Freguesia            | Einwohner            | Fläche in (km²)      |
|           | Lomar e Arcos | 7265      | 4,01            |                      | Lomar                | 6031                 | 3,13                 |
|           | Lomar e Arcos | 7265      | 4,01            | Arcos                | 762                  | 0,88                 |                      |